# Caloptilia iorphna
Caloptilia iorphna är en fjärilsart som först beskrevs av Edward Meyrick 1939.  Caloptilia iorphna ingår i släktet Caloptilia och familjen styltmalar. Inga underarter finns listade i Catalogue of Life.